# Сухенко Сергій Михайлович
Сергі́й Миха́йлович Сухе́нко — сержант Збройних сил України.

## Короткий життєпис
Займався аматорським футболом, вболівав за київське «Динамо». Полюбляв збирати гриби та сам їх консервував. Протягом 1995—2010 років працював старшим по корпусу відділу режиму і охорони, Київський слідчий ізолятор.
Мобілізований у серпні 2014-го, оператор механізованої роти, 30-та окрема механізована бригада.
9 лютого 2015-го загинув — два автомобілі бригади потрапили під обстріл поблизу Логвинового (верхня частина «дебальцівського виступу») — на трасі між Дебальцевим та Артемівськом. Тоді ж загинув солдат Віталій Катішов.
Без Сергія залишились дружина Наталія, дві доньки — 1998 р.н. та 2010 р.н. Похований в селі Мотижин, Макарівський район.

### Нагороди
За особисту мужність і героїзм, виявлені у захисті державного суверенітету та територіальної цілісності України, вірність військовій присязі під час російсько-української війни, відзначений — нагороджений
- 13 серпня 2015 року — орденом «За мужність» III ступеня (посмертно).